# Mistrzostwa Świata w Kolarstwie Torowym 1926
29. Mistrzostwa Świata w Kolarstwie Torowym 1926 odbyły się w dwóch miastach Królestwa Włoch: Mediolanie i Turynie. Rozegrano trzy konkurencje: sprint zawodowców i amatorów oraz wyścig ze startu zatrzymanego zawodowców.

## Medaliści

### Mężczyźni
| Konkurencja                              | Złoto             | Srebro         | Brąz             |
| ---------------------------------------- | ----------------- | -------------- | ---------------- |
| Sprint indywidualny amatorów             | Avanti Martinetti | Léon Galvaing  | Antoine Mazairac |
| Sprint indywidualny zawodowców           | Piet Moeskops     | Cesare Moretti | Lucien Michard   |
| Wyścig ze startu zatrzymanego zawodowców | Victor Linart     | Gustave Ganay  | Paul Suter       |

## Klasyfikacja medalowa
| Miejsce | Państwo    |   |   |   | Razem |
| ------- | ---------- | - | - | - | ----- |
| 1.      | Włochy     | 1 | 1 | 0 | 2     |
| 2.      | Holandia   | 1 | 0 | 1 | 2     |
| 3.      | Belgia     | 1 | 0 | 0 | 1     |
| 4.      | Francja    | 0 | 2 | 1 | 3     |
| 5.      | Szwajcaria | 0 | 0 | 1 | 1     |